# Bukaresti csata
A bukaresti csata, más néven az Argeș–Neajlov védekező hadművelet az 1916-os román front utolsó olyan csatája az I. világháborúban, amelyben a központi hatalmak egységeit Erich von Falkenhayn tábornok vezette. A csata eredményeként a központi hatalmak elfoglalták a román fővárost. Ez pedig a Moldvába való visszavonulásra kényszerítette a román kormányt, valamint a román hadsereg maradványait.
A csata védekező jellegű volt a román hadseregnek és a hozzá csatlakozott cári orosz hadseregnek. A Constantin Prezan által vezetett román hadsereg korábban nem tudta megállítani a német támadást Munténiában. A támadást alkotó fegyveres erők többnyire németek voltak. A két hadsereg két irányból  támadott: az egyik Olténia irányából, a másik a Duna déli irányából. A csatában résztvevő csapatok száma és a hadműveletek nagy területe miatt ez a csata volt az első világháborúban, Romániában a legbonyolultabb csata.
A csatára 1916. december 13. és december 16. között került sor. Ugyanakkor, 1916. december 14-e és december 19-e között került sor az argeși  csatára. Ott az August von Mackensen tábornok vezette bolgár és német hadsereg dicsőséges győzelmet aratott. A két csata következménye volt, hogy Bukarestet december 19-én elfoglalták a központi hatalmak, valamint a román és az orosz erők visszavonulásra kényszerültek Moldovába, egészen Szeretvásárig.

## Háttér
1916. november 27-én három fő eseményre került sor, amelyek lehetővé tették a központi hatalmak számára, hogy Bukarest felé indítsák a támadást:
- A sikeres robănești-i csata után a románok elhagyták az Olt folyó vonalát.
- A német 9. hadsereg és Mackensen Dunánál lévő hadserege csatlakoztak egymással.
- A Dunát Gyurgyevó elfoglalásával biztosította a bolgár hadsereg.

## Parancsnokok
A mintegy 150 000 katonából álló román és orosz erőket Constantin Prezan tábornok vezette, míg a központi hatalmak fegyveres erőit August von Mackensen tábornok és Erich von Falkenhayn.
A román hadsereg olténiai és munténiai veszteségei után a politikai hatóságok úgy döntöttek, hogy Constantin Prezan tábornokot nevezik ki az 1. hadsereg parancsnokává, amelynek közvetlen célja Bukarest védelmének megszervezése.

## Stratégia
Prezan Henri Berthelot tábornokkal együtt dolgozta ki a védekezési tervet. A terv egy meglepő támadást foglalt magában Mackensen fegyveres erői ellen. Ez a támadás egy 20 kilométeres területre vonatkozott, ami a két német hadsereg között helyezkedett el. Itt próbálták meg gyengíteni a német erők két hadseregét.
Prezan egy hét hadosztályból álló koncentrált támadást rendelt el Mackensen hadserege ellen. A 18. és 21. hadosztály frontálisan megtámadta a német erőket, míg a 2/5, 9/19 gyalogság és a 2. haditengerészet hadserege megtámadta Mackensen csoportjának bal oldalát. Ugyanakkor két újonnan érkezett orosz hadosztály, a 8. lovasság és a 40. gyalogság megtámadta a németek bal oldalát. 

## Csata

### Előzmények (November 28-30)

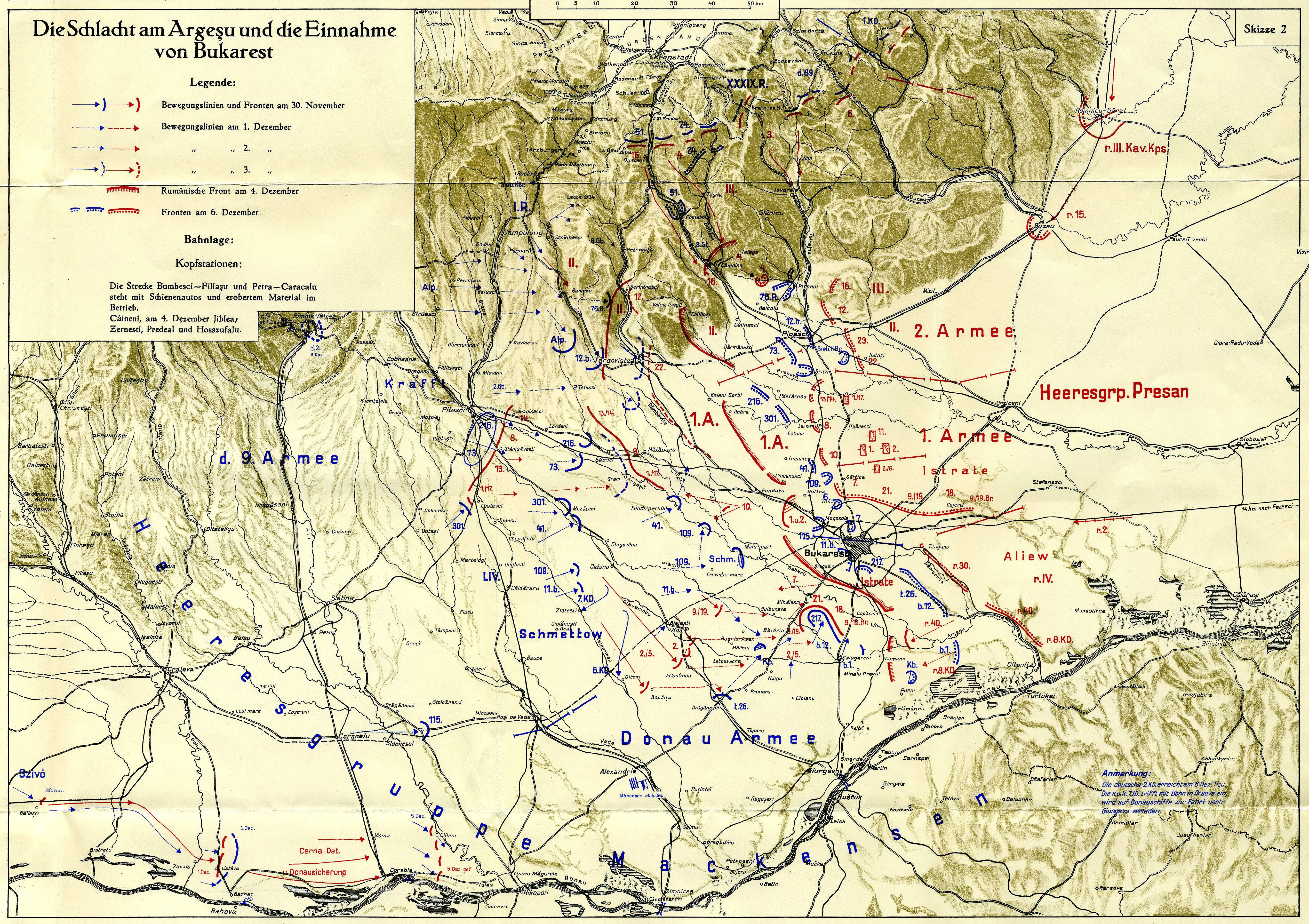
Katonai akciók mozgásai Bukarest körül

November 28-án a német 217. hadosztályt megállították Prunarunál, annak ellenére, hogy a románok 700 katonát és 20 löveget vesztettek. Noha a 217. hadosztályból néhány zászlóaljat Naipuba vezényeltek, azokat Prezan hadserege két napon belül észrevette. Így a Duna hadsereg bal oldali szárnya támadásnak volt kitéve.

### Az argeși csata és annak következményei

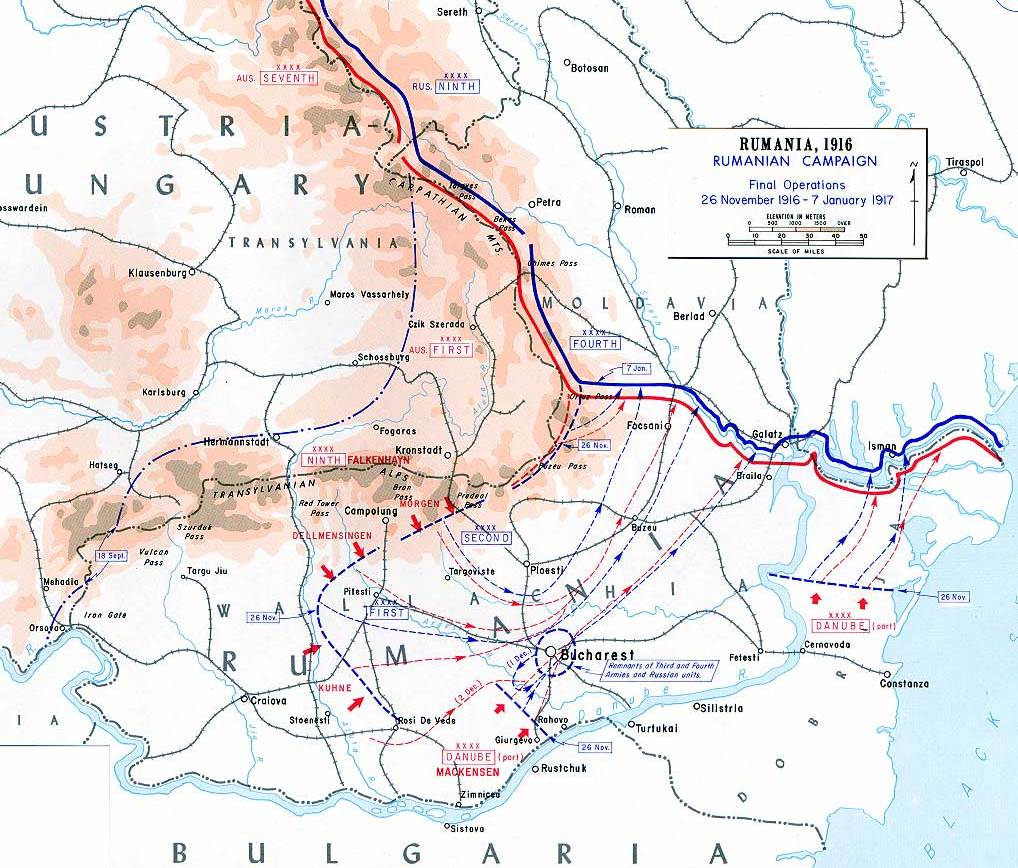
Hadműveletek Romániában, 1916 novemberétől 1917 januárjáig

A román hadsereg december 1-jén kezdte meg a támadást, ekkor megtámadták a Mackensen és a Falkenhayn hadseregei közötti 20 km széles rést, ezáltal Mackensen hadserege visszavonulását, von Falkenhayn hadserege visszafordulását okozta. A terv korai szakaszában sikeres volt, mivel a román és az orosz erőknek sikerült meglepni az ellenséget. A román erők foglyok ezreit és jelentős mennyiségű lőszert és fegyvereket nyertek az ellentámadás során. Még Erich Ludendorff német tábornok is nagyon súlyosnak ítélte a helyzetet: „December 1-jén a dunai hadsereg bal oldalát erőteljesen megtámadták Bukarest délnyugati részén, és visszaszorították. A Neajlovot átlépő német csapatokat elvágták és elszigetelték. A helyzet minden bizonnyal nagyon kritikus lett.” Csak a 26. török gyalogoshadosztály utolsó pillanatban történt, december 2-i  beavatkozása mentette meg Mackensen hadseregét a bekerítéstől.
A románok jelentős visszaesést szenvedtek el, amikor a haditerveket hordó személygépkocsit véletlenül elfogták a németek. Ezek a tervek létfontosságúak voltak a németek számára. A különféle fejlemények során a német, a bolgár és a török erők hatalmas számuk kihasználásával hamarosan sikerült helyreállni, és szétzúzni a román hadsereget, ezzel megnyílt az út Bukarest felé. Így 1916. december 6-án a német csapatok bevonultak Bukarestbe, és elfoglalták azt. Végül a román kormány és a román fegyveres erők arra kényszerültek, hogy visszavonuljanak Moldvába.
Annak ellenére, hogy a bukaresti csatát Románia elvesztette, végül csak taktikai vereségként szolgált, mivel a központi hatalmak nem érték el végső céljukat, hogy elérjék Románia megadását. A bukaresti csata volt a legösszetettebb katonai hadművelet, amelyet a román hadsereg 1916-ban végrehajtott, mind a részt vevő katonák száma, mind az időtartama, mind a frontvonalak hossza szerint.

## Következménye
A román visszavonulás előtt a román csapatok felgyújtották a ploiești-i olajkutakat és a környező búzamezőket, hogy azok ne kerüljenek a központi hatalmak kezére. A város 1918-ig a központi hatalmak megszállása alatt maradt, addig, amíg meg nem adták magukat.

## Magyar vonatkozások
A csatában, és Bukarest megszállásában néhány magyar katona is részt vett a központi hatalmak oldalán. Közülük az egyik Maderspach Viktor német-magyar származású katona volt. Maderspach így írt a naplójában a bevonulásról:

„A lakosság hurrázott és az ablakokból virágokat szórt. Mindenki azon volt, hogy a kedvünkben járjon… Majdnem azt a benyomást szereztem, mintha a lakosság az ellenségnek bevonulását valami látványos népünnepélynek tekintette volna, nem pedig egy olyan eseménynek, mely minden nemzet történetében mint gyászos és szomorú epizód szerepel.”

## Fordítás
- Ez a szócikk részben vagy egészben  a   Battle of Bucharest című angol Wikipédia-szócikk fordításán alapul.  Az eredeti cikk szerkesztőit annak laptörténete sorolja fel. Ez a jelzés csupán a megfogalmazás eredetét és a szerzői jogokat jelzi, nem szolgál a cikkben szereplő információk forrásmegjelöléseként.